# 마트리비슈누
마트리비슈누(Mātṛviṣṇu)는 브라만이자 굽타 제국의 봉신왕이었다. 그는 중앙인도의 에란에 있는 여러 비문에서 언급되며, 제1차 에란 전투에서 바누굽타 황제와 함께 싸우다 순교했다.:33 484년에 그는 마하라자이자 야무나강과 나르마다강 사이 지역을 다스렸던 수라스미찬드라 마하라자 치하의 에란의 비샤야파티(지역 관리)로 묘사된다. 그는 경건한 브라만 가문 출신이며, 그의 할아버지는 인드라비슈누였고 그의 조상은 바루나비슈누였는데, 둘 다 경전 연구와 희생 의례 참여로 알려져 있다.:116

## 어원
마트리비슈누는 토라마나 통치 시대의 에란 석회 멧돼지 비문과 부다굽타의 에란 석회 기둥 비문에 언급되어 있다. 마트리는 일곱 마트리카 중 하나 또는 아마도 베다 마타리스반(아그니로 읽음)을 의미할 수 있으며, 이것이 비슈누와 결합된 것은 굽타 시대의 독특한 신학적 또는 문화적 종합을 강조한다.:41

## 종교 활동

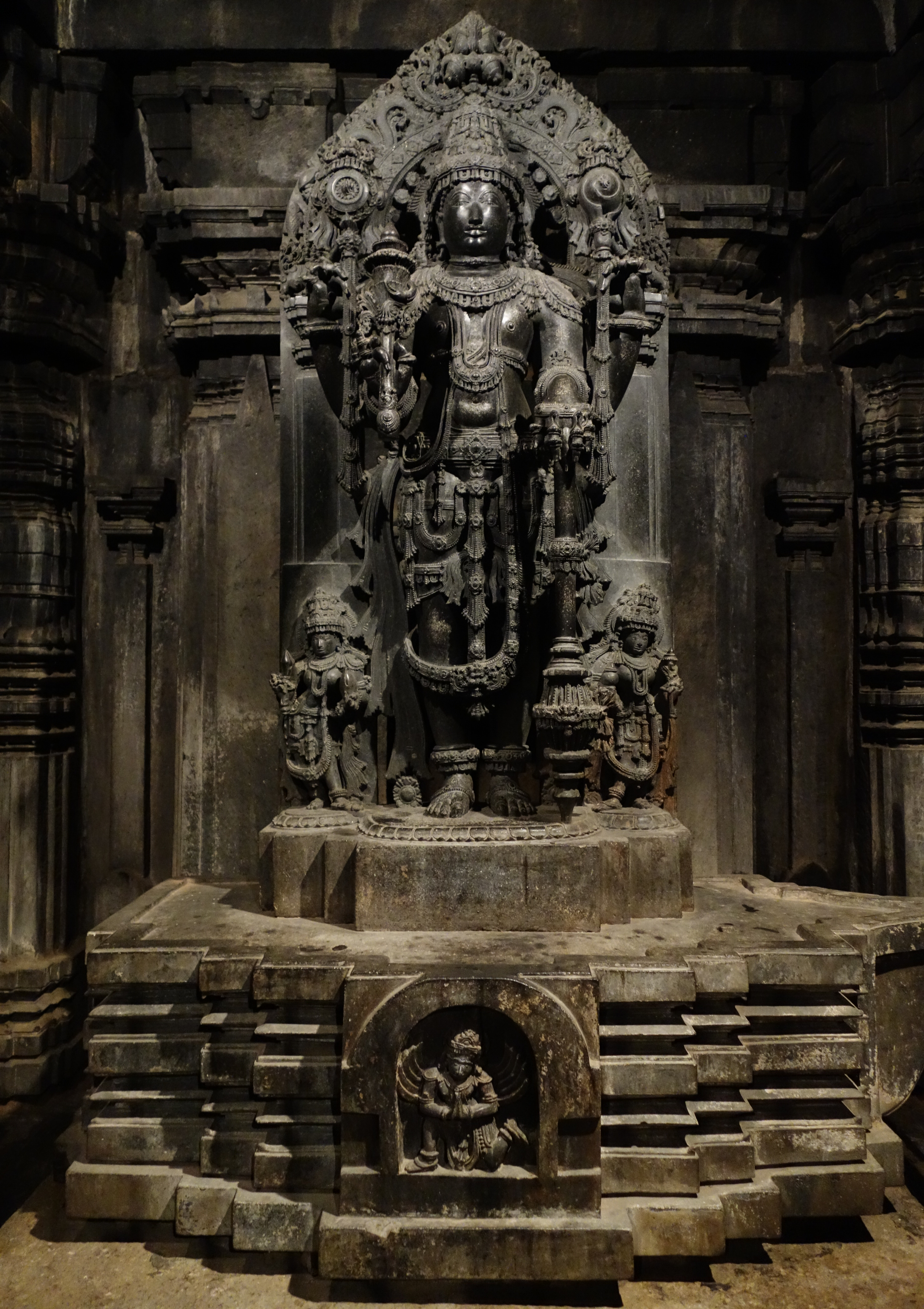

에란의 석조 기둥은 마트리비슈누가 세웠으며, 자나르다나(비슈누/크리슈나)의 기둥이라 불리는 높이 13미터의 가는 기둥이다. 그는 동생 다니야비슈누와 함께 비나강 남쪽 강변에 비슈누에게 헌정된 쌍둥이 사원 단지를 건립했다. 기둥에는 자나르다나의 상징(가루다)이 돋보인다. 이 단지는 부다굽타 시대에 확장되었으며, 굽타 제국의 제국 표준과 자부심을 반영했다.:73

## 군사적 업적

### 증언
마트리비슈누는 부다굽타의 에란 석조 기둥 비문에서 "사해의 국경까지" 명성이 퍼진 강력하고 승리하는 왕으로 묘사된다. 그는 또한 "주권의 여신"에게 배우자로 선택되었다고 주장했는데, 이는 사무드라굽타와 스칸다굽타와 같은 굽타 황제에게 사용된 칭호를 반영하는 언어이다. 그가 스스로를 마하라자라고 칭한 것은 굽타 행정 체계 내에서 그의 종속성을 보여주면서도, 그가 어느 정도의 권위를 주장했음을 보여준다.:11

### 제1차 에란 전투

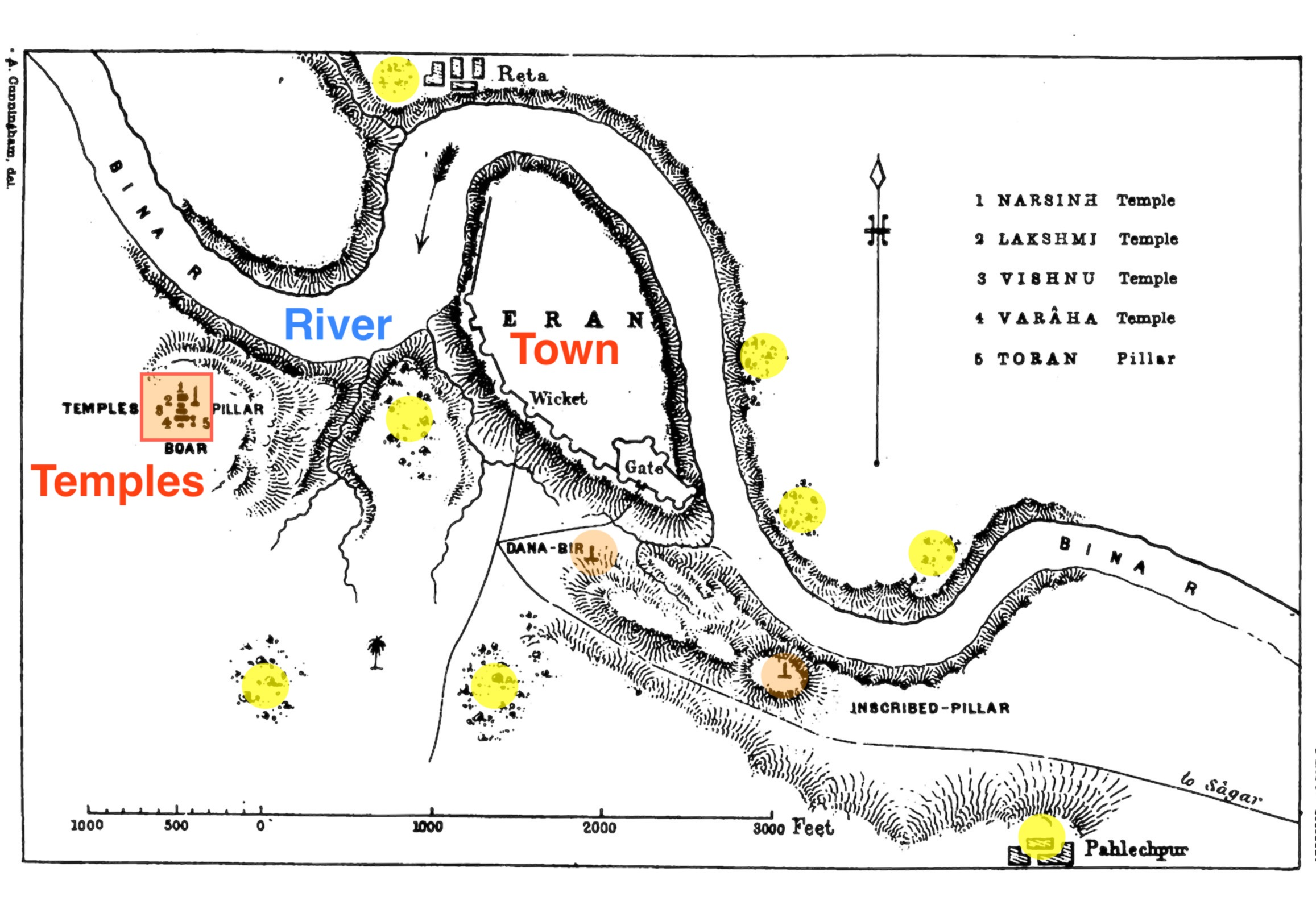

마트리비슈누는 제1차 에란 전투(베트와강 계곡) 중에 전사했다. 그의 동생 다니야비슈누는 에란에 바라하무르티(멧돼지 우상)를 의뢰하고 형을 기리기 위해 사원 건설을 감독했다. 이 행위들은 토라마나 통치 첫해의 석조 '행위'로 새겨져 있는데, 이는 침략하는 후나족 세력에 대한 충성심의 변화를 의미한다.:75
비문은 이 지역에서 굽타 행정부가 분열되어 있었고, 당시 유행하던 봉건 제도(맘사)가 지방 추장들이 필요에 따라 충성심을 바꿀 수 있게 했음을 보여준다. 마트리비슈누의 죽음 이후 다니야비슈누가 후나족에게 넘어간 것은 지방 봉신들이 토라마나에 의한 굽타 제국 정복을 어떻게 지지했는지를 보여준다. 이러한 전환은 484년 이후 그리 오래 지나지 않아, 아마도 한 세대 안에 일어났을 것이다.:341

## 유산
마트리비슈누의 종교 건축, 기념물, 조각에 대한 기여와 그의 왕실의 권세는 굽타 시대의 인도 정치를 특징짓는 충성심과 권력의 네트워크를 보여주는 측면이다. 마트리비슈누와 그의 가족의 현존하는 비문은 황제의 문화적, 종교적, 행정적 세계를 재구성하는 데 도움이 된다.:406

## 같이 보기
- 바누굽타
- 제2차 에란 전투
- 다니야비슈누